# Castril
Castril és un municipi de la província de Granada, Andalusia.
L'any 2005 tenia 2.565 habitants. La seva extensió superficial és de 247 km² i té una densitat de 10,38 hab/km². Està situat a una altitud de 890 metres i a 154 quilòmetres de la capital de província. Castril consta dels annexos següents: Fátima, Almontaras, Cortijillos, El Prao, Las Nogueras, Tubos, El Martín, Collados, Fuentevera, La Solana, Cebas i La Pontezuela.
Des de fa pocs anys a més té un fill predilecte, el premi Nobel de Literatura José Saramago, que per mitjà de la seva esposa, natural de Castril, es relaciona amb aquest singular enclavament.

## Entitats de població
| Unitat poblacional                                 | Hab.                    |
| -------------------------------------------------- | ----------------------- |
| Almontaras Castril Cebas Fátima Fuente Vera Martín | 319 901 307 543 207 304 |

- Font: INE.

## Demografia
| 1930 | 1940 | 1950 | 1960 | 1970 | 1981 | 1991 | 2001 | 2005 | 2006 |
| ---- | ---- | ---- | ---- | ---- | ---- | ---- | ---- | ---- | ---- |
| 5165 | 5401 | 5716 | 5545 | 5182 | 4124 | 3247 | 2614 | 2565 | 2581 |